# Filip Puzyr
Filip Puzyr (ur. 19 września 1991 w Gdańsku) – polski judoka, stand-uper oraz osobowość medialna.

## Judo
Zawodnik SGKS Wybrzeże Gdańsk (od 2005). Brązowy medalista mistrzostw Polski seniorów 2011 w kategorii do 73 kg, Ponadto brązowy medalista mistrzostw Polski juniorów 2010 i wicemistrz Polski kadetów 2007.

## Stand-up
Pierwsze kroki komediowe stawiał jako improwizator. Za sprawą projektu ,,One Puzyr Show" wyspecjalizował się w improwizacjach solowych.
Od 2018 roku publikuje swoje materiały komediowe. W 2022 roku wydał swój program pt ,,Pan Judo". 2 września 2023 roku na jego kanale ukazał się jego drugi program komediowy pt ,,Szachy dla Debili".